# Шефер, Донован
Донован Шефер (Donovan O. Schaefer) — ассоциированный профессор кафедры религиоведения Пенсильванского университета, на которую устроился в 2017, после трех лет лекторства в Оксфорде, где был тьютором Тринити-колледжа. Также преподает в Annenberg School for Communication at the University of Pennsylvania.
Окончил Университет Британской Колумбии (бакалавр B.A.) по междисциплинарной программе «Религия, литература и искусство». Степени магистра M.A. и докторскую получил в Сиракузском университете в области исследования религии. Учился у Линды Мартин Алькофф.
Являлся именным постдоком в Haverford College. Первая книга — Religious Affects: Animality, Evolution, and Power (Duke 2015). Затем выпустил том The Evolution of Affect Theory: The Humanities, the Sciences, and the Study of Power (Cambridge 2019). Последняя книга — Wild Experiment: Feeling Science and Secularism after Darwin (Duke UP, 2022), удостоилась премии Людвика Флека следующего года, как и International Society for Science and Religion book prize тогда же, и в том же году финалист AAR Award for Excellence in the Study of Religion.